# Caio Atílio Bárbaro
Caio Atílio Bárbaro (em latim: Gaius Atilius Barbarus) foi um senador romano da gente Flávia nomeado cônsul sufecto para o nundínio de julho a agosto de 71 com Lúcio Flávio Fímbria. Aparentemente é oriundo da Itália, apesar do cognome. Além do consulado, nada mais se sabe sobre ele.